# Meet the Girl Next Door
Meet the Girl Next Door è il secondo album in studio della cantante statunitense Lil' Mo, pubblicato nel 2003.

## Tracce
1. Intro – 1:18
2. Why Do We Fall in Love – 3:43
3. Doing Me Wrong – 4:16
4. 4Ever (featuring Fabolous) – 4:30
5. Ten Commandments (featuring Lil' Kim & Nino Storm) – 5:05
6. Ain't No Reason – 3:32
7. Heaven (Interlude) – 1:54
8. Brand Nu – 4:25
9. 1st Time – 4:24
10. So Lost Without You – 4:00
11. Shoulda Known – 5:32
12. Disturbing Phone Call (Interlude) – 1:22
13. Get Over It – 3:30
14. It's Your World – 4:02
15. Letter From My #1 Fan (Interlude) – 0:32
16. Letter to My #1 Fan – 4:27